# Guerra anglo-spagnola (1585-1604)
La guerra anglo-spagnola del 1585-1604 fu un conflitto intermittente fra la Spagna ed il regno d'Inghilterra, che non fu mai formalmente dichiarato. La guerra fu puntualizzata da singole battaglie fra di loro indipendenti ed ebbe inizio con la spedizione inglese del 1585 nei Paesi Bassi al comando del conte di Leicester, in sostegno alla resistenza degli Stati Generali dei Paesi Bassi contro gli Asburgo, che si risolse in un insuccesso.
Gli inglesi comunque ottennero la vittoria presso Cadice nel 1587 e nel canale della Manica nel 1588 sull'armata navale spagnola, ma persero l'iniziativa allorché l'armata navale inglese fu respinta davanti a La Coruña e Lisbona nel 1589. Due flotte spagnole furono poi inviate contro quella inglese ma non raggiunsero l'obiettivo che si erano prefisse a causa delle condizioni atmosferiche avverse.
Nei decenni successivi la sconfitta dell'Armada spagnola, la Spagna rafforzò la propria flotta e quindi riuscì a difendere con successo i suoi trasporti di metalli preziosi dalle Americhe. L'Inghilterra risultò perdente in gran parte delle battaglie successive ma la guerra giunse ad un punto morto a cavallo del sedicesimo e diciassettesimo secolo, durante le campagne in Inghilterra ed in Irlanda. La guerra ebbe termine con il Trattato di Londra del 1604 fra i rappresentanti di Filippo III di Spagna ed il nuovo re scozzese d'Inghilterra, Giacomo I. Spagna ed Inghilterra concordarono nel porre termine ai loro interventi rispettivamente in Irlanda e nei Paesi Bassi spagnoli e gli inglesi rinunciarono agli atti di pirateria in alto mare. Entrambe le parti avevano raggiunto il loro obiettivo ma ciascuna di loro aveva quasi esaurito le proprie risorse nella guerra.

## Le cause
Nel decennio dei 1560/1570, il re di Spagna Filippo II pensò di ostacolare la politica della corona inglese sia per motivi religiosi che commerciali.
La regina protestante inglese Elisabetta I si era opposta alla Chiesa cattolica rendendo obbligatoria l'appartenenza degli inglesi alla Chiesa d'Inghilterra e punendo con la prigione la partecipazione alla Messa cattolica. Gli inglesi cercarono anche di sostenere la causa protestante nei Paesi Bassi, dove aumentava l'opposizione al governo della Spagna.
Le attività dei corsari inglesi (i Sea Dogs), considerati pirati dalla Spagna, lungo le coste caraibiche e nell'Atlantico costituirono una grave predazione dei tesori spagnoli. La tratta transatlantica degli schiavi da parte degli inglesi, iniziata da sir John Hawkins nel 1562, ottenne il sostegno della corona inglese, anche se il governo spagnolo lamentò che il commercio di Hawkins con le colonie spagnole delle Indie Occidentali altro non era che un sistema organizzato di contrabbando.
Nel settembre 1568 una spedizione per il traffico di schiavi condotta da Hawkins e da suo cugino sir Francis Drake fu sorpresa dagli spagnoli e parecchie navi inglesi furono affondate presso San Juan de Ulúa, un isolotto fortificato all'interno della rada di Veracruz, nella costa caraibica del Messico. Questo scontro inasprì i rapporti anglo-spagnoli e negli anni successivi gli inglesi si impadronirono di numerose navi spagnole che trasportavano oggetti e metalli preziosi, per rifornire le loro truppe impegnate nei Paesi Bassi. Drake e Hawkins, fra gli altri, intensificarono la loro guerra di corsa, un modo per infrangere il monopolio spagnolo dei commerci sull'Atlantico.

## Lo scoppio delle ostilità
La guerra scoppiò nel 1585. Drake salpò per le Indie Occidentali e saccheggiò Santo Domingo, Cartagena in Colombia e St. Augustine in Florida. L'Inghilterra entrò nella guerra degli ottant'anni dalla parte dei protestanti olandesi delle Province Unite, Guglielmo il Taciturno, contro la Spagna.
Un primo scontro navale avvenne nel Mediterraneo, al largo dell'isola di Pantelleria, quando il 13 luglio 1586 una flotta mercantile armata inglese di cinque navi della Compagnia del Levante al comando di Edward Wilkinson avvistò una flotta di undici nave spagnoli e galee maltesi sotto Don Pedro de Leyva. Gli inglesi riuscirono a respingere tutti gli attacchi. Sebbene minore, la battaglia ebbe conseguenze significative nel testare la potenza di fuoco inglese.
Filippo II progettò l'invasione dell'Inghilterra, ma nell'aprile 1587 i suoi preparativi subirono una pesante battuta d'arresto allorché sir Francis Drake bruciò 37 vascelli spagnoli nel porto di Cadice. Nello stesso anno l'esecuzione capitale di Maria Stuarda, avvenuta l’8 febbraio offese i cattolici europei e la sua aspirazione al trono passò (per suo stessa manifestazione di volontà) a Filippo. Il 29 luglio egli ottenne l'autorizzazione di papa Sisto V a rovesciare Elisabetta I, che era stata scomunicata da papa Pio V, dal trono inglese, piazzandovi chi fosse piaciuto a lui.

## L'Invincibile Armata
Il progetto originario del re per l'invasione dell'Inghilterra era di raccogliere almeno 500 navi a Lisbona e quindi farle navigare in formazione fino al canale della Manica. Una volta arrivate avrebbero dovuto imbarcare nelle Fiandre l'esercito della coalizione che si era creata contro Elisabetta I e della quale facevano parte anche Giovanni de' Medici, Alessandro Farnese, il Ducato di Savoia, Vespasiano Gonzaga, duca di Mantova e il duca di Parma e trasportarlo in Inghilterra dove, sbarcato nelle spiagge del Kent, avrebbe marciato su Londra. Però le frequenti incursioni di sir Francis Drake in Spagna, che dopo l'incursione di Cadice per oltre un mese impedì a chiunque di navigare nei pressi della Spagna e quelle nell'oceano Atlantico ostacolarono la realizzazione del piano per cui fu possibile mettere insieme solo 138 navi.
L'inizio della «Grande impresa», nel 1587, venne rinviato per l'improvvisa morte del marchese di Santa Cruz, comandante dell'Armada, e pure il secondo tentativo, che avvenne nel maggio del 1588, andò a vuoto poiché la flotta venne sorpresa da una bufera e dovette rifugiarsi nel porto di La Coruña per riparare i danni subiti.
Finalmente, al terzo tentativo il 28 maggio del 1588, la flotta riuscì a salpare al comando del duca di Medina-Sedonia (anziano ufficiale dell'esercito che non aveva mai navigato), e il 29 luglio fece il suo ingresso nella Manica.

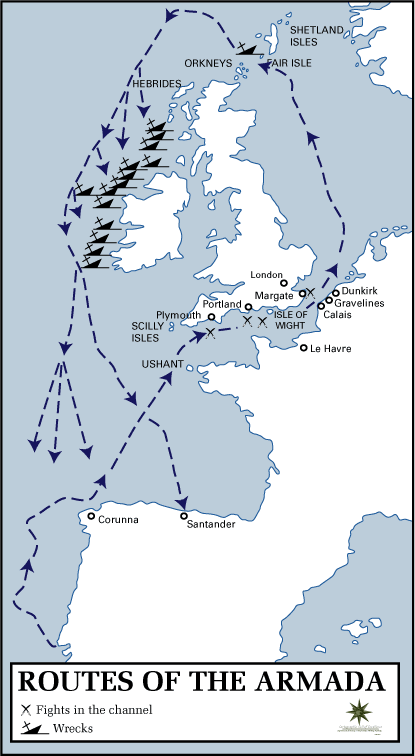
La spedizione dell'Invincibile Armata

Il primo attacco inglese contro l'Invincibile Armata avvenne il 30 luglio mentre le navi spagnole passavano davanti a Devon ed in una prima battaglia la flotta spagnola perse solo due galeoni, uno catturato da Drake e l'altro esploso per un guasto.
Le schermaglie fra le due flotte continuarono fino al 2 agosto, giorno in cui l'Armada cercò di distruggere con un contrattacco improvviso l'avanguardia inglese, comandata da Martin Frobisher che, grazie alla marea e ai venti a lui favorevoli, riuscì a salvarsi.
Finalmente il 6 agosto l'Armada gettò l'ancora al largo di Calais per imbarcare l'esercito (le truppe di Alessandro Farnese non erano riuscite ad arrivare al punto d'incontro) ma un attacco inglese di sorpresa il 7 agosto scompaginò la flotta spagnola. La battaglia, che va sotto il nome di battaglia di Gravelinga fu disastrosa per gli spagnoli, che persero tre galeoni e furono costretti a ritirarsi dalla Manica. Il rientro in patria avvenne circumnavigando l'Inghilterra, prima ad est dell'isola, nel Mare del Nord e poi ad ovest nell'Atlantico, al largo delle coste occidentali scozzesi ed irlandesi.
Qui tre violentissime tempeste si abbatterono sugli spagnoli: la prima li sorprese il 12 agosto, al largo delle Isole Orcadi e sulle Isole Shetland, la seconda il 12 settembre al largo delle coste irlandesi, seguita dopo pochi giorni da una terza al largo delle coste del Connacht (Irlanda). Delle 138 navi con 24 000 uomini che erano salpate da Lisbona, 45 imbarcazioni e 10 000 uomini andarono perduti.
La sconfitta dell'Armada spagnola rivoluzionò lo stato della guerra e fornì una valida esperienza di navigazione per i marinai inglesi. Per di più gli inglesi poterono insistere nella loro guerra di corsa contro gli spagnoli e continuare ad inviare truppe per sostenere i nemici di Filippo II nei Paesi Bassi ed in Francia.

## Il contrattacco inglese

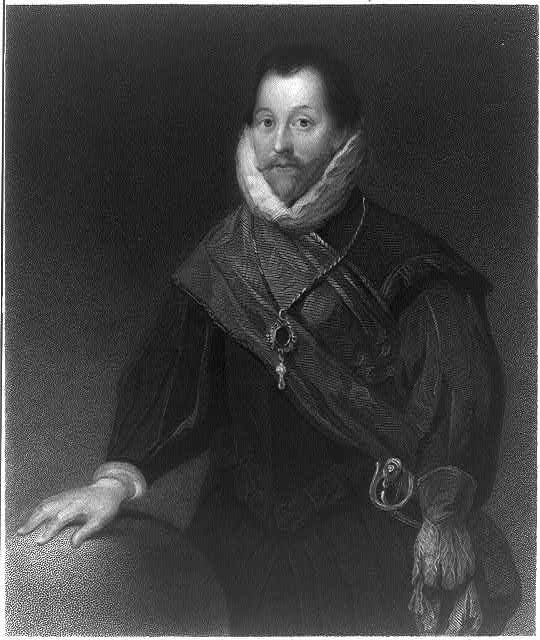
Ritratto di sir Francis Drake

Tuttavia non fu questa la battaglia decisiva e la Guerra non finì qui. Una flotta inglese, al comando del Drake e di sir John Norreys, fu inviata nel 1589 per distruggere la flotta spagnola dell'Atlantico, che era rimasta ampiamente dotata nonostante il disastro subito dalla Armada e si stava rafforzando e ristrutturando nei cantieri di Santander, La Coruña e San Sebastián, nel nord della Spagna.
Era anche intenzione degli inglesi della spedizione catturare la flotta spagnola che trasportava i tesori dalle Americhe e cacciare gli spagnoli dal Portogallo, sul quale regnava dal 1580 Filippo II, in favore di Antonio, Priore di Crato. Il successo di questa azione bellica avrebbe costretto la Spagna alla pace. Tuttavia la spedizione navale inglese si rivelò un fallimento. A causa della cattiva organizzazione e della eccessiva cautela da parte della forza di invasione del Portogallo, questa fu respinta con gravi perdite da entrambe le parti e la conquista di Lisbona non ebbe luogo. Le malattie colpirono quindi la spedizione ed infine una parte della flotta di Drake fu investita e dispersa da una forte tempesta mentre navigava verso le Azzorre.

## Il rafforzamento della marina spagnola
Gli spagnoli furono in grado di approfittare di questo periodo di tregua per ristrutturare e migliorare il loro naviglio, in parte secondo i criteri inglesi. L'orgoglio della flotta spagnola divennero i cosiddetti Dodici Apostoli, cioè una dozzina di enormi galeoni e la flotta si dimostrò molto più efficiente di quanto lo era stata prima del 1588. Un sofisticato sistema di impostazione dei convogli ed una migliorata rete di spie frustrò la pirateria contro le flotte spagnole che trasportavano in patria i tesori dell'America durante l'ultimo decennio del secolo XVI.
Ciò divenne evidente con il fallimento delle spedizioni di sir Martin Frobisher, di John Hawkins e del conte di Cumberland durante la prima parte del decennio, così come nella respinta dello squadrone inglese agli ordini Effingham nel 1591 presso le Azzorre, il cui scopo era tendere un'imboscata alla flotta spagnola che trasportava i tesori in patria.
In tutto il decennio i convogli scortati consentirono alla Spagna di trasportare in patria il triplo dell'oro e dell'argento trasportato nel decennio precedente.
Sia Drake che Hawkins morirono nel corso di una spedizione contro Porto Rico, Panama ed altri obiettivi nell'America Centrale fra il 1595 ed il 1596. La spedizione determinò un grave regresso nella posizione militare inglese poiché furono perse molte navi e molti soldati.
Nel 1596 una spedizione anglo-olandese cercò di saccheggiare Cadice, procurando perdite rilevanti alla flotta spagnola e lasciando la città semidistrutta. Ma al comandante spagnolo era stato permesso di affondare le navi porta-tesori nel porto e 12 milioni di ducati andarono a fondo, da dove però vennero successivamente recuperati dagli spagnoli, lasciando così i predoni a mani vuote.

## I combattimenti nel nord Europa
La guerra civile francese fra cattolici ed ugonotti fece sì che ciascuna delle parti cercasse aiuto presso sovrani stranieri del medesimo credo. Il capo della Lega Cattolica in Bretagna Filippo Emanuele, duca di Mercoeur (1558 – 1602) si rivolse al re di Spagna Filippo II cui concesse Port Louis, nel Morbihan, in Bretagna, sull'estuario del fiume Blavet, quale base navale.
La Spagna sbarcò una considerabile forza di tercios in Bretagna, cacciandone gli inglesi (benché truppe anglo-francesi tentassero di conservare Brest).
Il 2 agosto 1595 quattro galere spagnole al comando di Carlos de Amesquita, durante un pattugliamento nel canale della Manica, sbarcarono alcune centinaia di moschettieri che bruciarono il villaggio di Mousehole, risalirono poi a bordo e, dopo alcune miglia di navigazione, occuparono e diedero alle fiamme il forte di Penzance e ad altri villaggi nelle vicinanze, dopo di che tornarono in Bretagna per sfuggire al contrattacco della flotta inglese di Drake e Hawkins.
La Normandia aggiunse un nuovo fronte alla guerra ed una nuova minaccia di invasione attraverso La Manica per l'Inghilterra. Elisabetta I inviò altri 2 000 soldati in Francia dopo che gli spagnoli ebbero conquistata Calais. Altre battaglie ebbero luogo fino al 1598 finché Francia e Spagna sottoscrissero la Pace di Vervins (2 maggio 1598), con la quale si poneva fine alle guerre di religione francesi ed all'intervento militare spagnolo in Francia.

## La ribellione irlandese e la fine della guerra
Nel 1595 ebbe inizio anche la guerra dei nove anni in Irlanda, quando i lord dell'Ulster Hugh O'Neill, terzo conte di Tyrone e Red Hugh O'Donnell, principe di Tyrconnell insorsero, con l'aiuto spagnolo che rispecchiava quello inglese ai protestanti dei Paesi Bassi, contro il dominio inglese.
Mentre l'Inghilterra combatteva per contenere la ribellione irlandese, la Spagna allestì altre due Armadas: la prima, partita nel 1596, fu distrutta da una tempesta al largo del nord della Spagna e la seconda, l'anno successivo, non riuscì nell'intento di raggiungere non avvistata, le coste inglesi, sempre a causa del maltempo.
Il re di Spagna Filippo II morì a settembre del 1598 ed il suo successore e figlio, Filippo III (1578 – 1621) continuò la guerra ma con minor accanimento di quanto avesse fatto il padre.

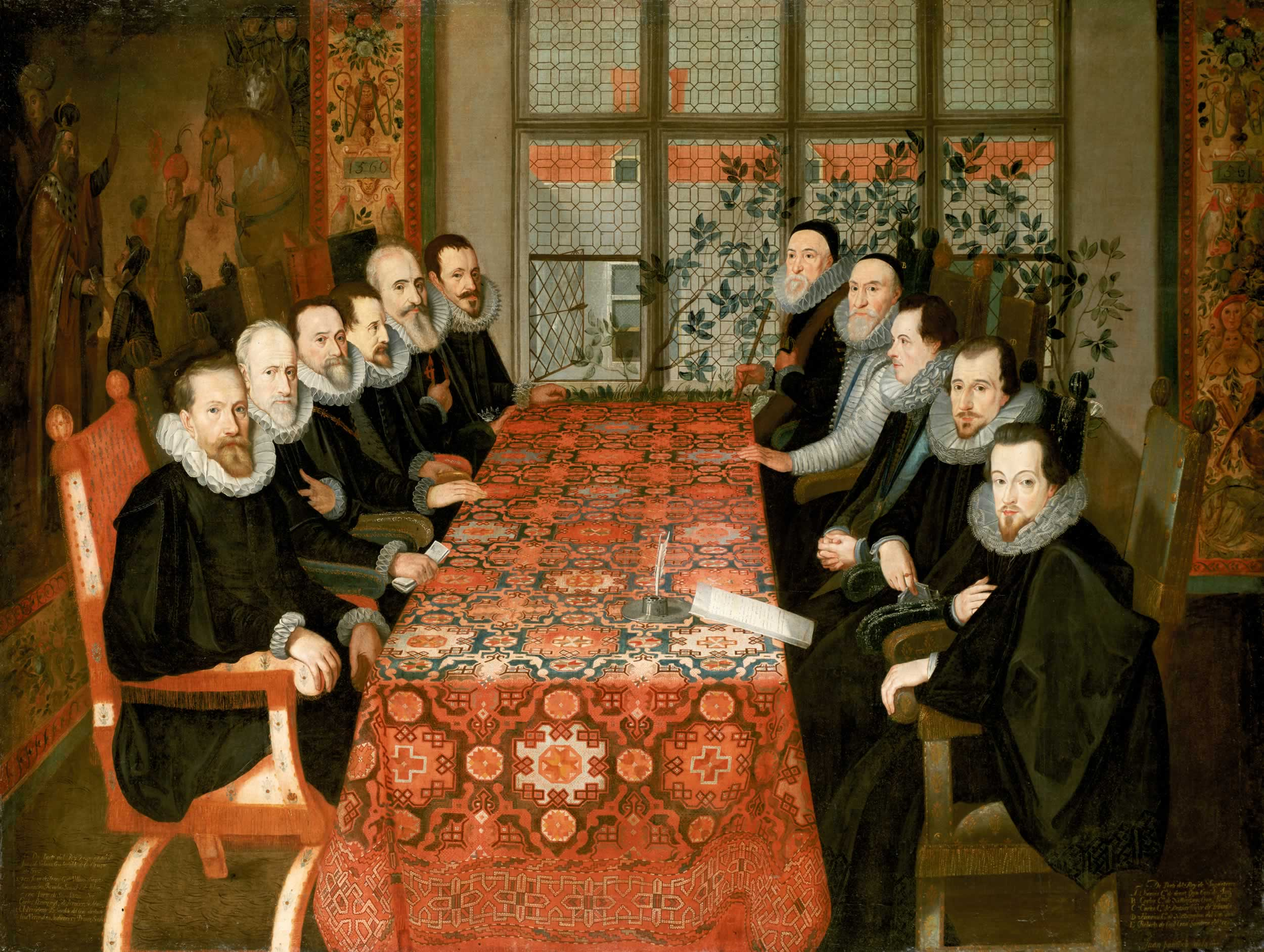
Il trattato della Somerset House

Alla fine del 1601 un'ultima Armada fu inviata a nord con l'obiettivo limitato di fornire aiuto ai ribelli irlandesi. Gli spagnoli sbarcarono il 2 ottobre a Kinsale, nell'Irlanda meridionale, 4 000 soldati e la città fu subito posta sotto assedio dagli inglesi. Truppe ribelli irlandesi accorsero in aiuto circondando a loro volta gli assedianti ma il cattivo coordinamento fra gli alleati non consentì di raggiungere l'obiettivo sperato. L'assedio di Kinsale durò fino al 1603, quando, poco dopo la morte della regina Elisabetta I, avvenuta il 24 marzo, gli ultimi difensori della città si arresero alle truppe inglesi.
Appena Giacomo I salì al trono in Inghilterra impartì l'ordine di negoziare la pace con Filippo III di Spagna e questa fu conclusa con un trattato di pace nella Somerset House a Londra il 28 agosto 1604. Con questo trattato la Spagna si impegnava a ritirare il suo sostegno ai ribelli irlandesi mentre l'Inghilterra faceva altrettanto nei confronti del suo appoggio ai protestanti olandesi.

## Le conseguenze
Mentre la Spagna aveva difeso con successo il rapido sviluppo dei commerci con le sue colonie, superando così la sua crisi finanziaria, l'Irlanda in rivolta premeva per ottenere aiuti concreti in materiale bellico e chiedeva di tenere il commercio inglese sotto minaccia. Il conflitto quindi si stava trasformando per l'Inghilterra in una guerra di logoramento.
L'insediamento inglese nel Nordamerica fu differito fino al primo periodo Stuart. Ciò consentì alla Spagna di consolidare il controllo sui suoi vulnerabili territori del Nuovo Mondo, che sarebbe durato poi ancora per due secoli come il maggior impero d'oltremare.
La Spagna fu in grado di negare agli sforzi coloniali dell'Inghilterra le rotte oceaniche fin quando quest'ultima accettò le condizioni da lei poste. Comunque l'Inghilterra rimase fedele alla Riforma protestante e la rivolta olandese trasse gran beneficio dalla distrazione delle forze militari spagnole dovuta al sostegno inglese alla sua causa.
La Spagna rimase la potenza dominante in Europa per tutta la prima metà del XVII secolo, fino a quando durante la guerra dei trent'anni non venne duramente sconfitta dalla Francia e il suo dominio sui mari fu messo in discussione sia dal punto di vista commerciale che militare dall'emergente potenza navale olandese.
L'Inghilterra poté emergere come potenza predominante sui mari e come maggiore nazione colonizzatrice europea solo dopo la guerra dei sette anni (1756 – 1763).